# Maintinandry
Maintinandry is een plaats en commune in Madagaskar, behorend tot het district Vatomandry dat gelegen is in de regio Atsinanana. Een volkstelling telde in 2001 7.117 inwoners.
De plaats ligt naast het Canal des Pangalanes en aan de monding van de rivier Sakanila, ongeveer 8 kilometer ten zuiden van Vatomandry. De Route Nationale 11 ligt ook naast Maintinandry.